# Summer Sun
Summer Sun è il dodicesimo album discografico in studio del gruppo musicale statunitense Yo La Tengo, pubblicato nel 2003. È il quinto disco pubblicato dal gruppo per la Matador Records.

## Tracce
1. Beach Party Tonight – 3:06
2. Little Eyes – 4:18
3. Nothing But You and Me – 5:13
4. Season of the Shark – 4:27
5. Today Is the Day – 5:33
6. Tiny Birds – 5:07
7. How to Make a Baby Elephant Float – 3:29
8. Georgia Vs. Yo La Tengo – 3:56
9. Don't Have to Be So Sad – 5:53
10. Winter A-Go-Go – 3:21
11. Moonrock Mambo – 4:49
12. Let's Be Still – 10:22
13. Take Care (Big Star cover) – 2:32